# Пашкаи, Ласло
Ла́сло Па́шкаи (венг. Paskai László; 8 мая 1927, Сегед, Венгрия — 17 августа 2015, Эстергом, Венгрия) — венгерский кардинал, член ордена францисканцев. Титулярный епископ Бавагальяны и апостольский администратор Веспрема со 2 марта 1978 по 31 марта 1979. Епископ Веспрема с 31 марта 1979 по 5 апреля 1982. Коадъютор архиепископа Калочи с 5 апреля 1982 по 3 марта 1987. Архиепископ Эстергома с 3 марта 1987 по 31 мая 1993. Архиепископ Эстергом-Будапешта с 31 мая 1993 по 7 декабря 2002. Примас Венгрии с 3 марта 1987 по 7 декабря 2002. Кардинал-священник с титулом церкви Санта-Тереза-аль-Корсо-д’Италия с 28 июня 1988.
7 декабря 2002 года подал в отставку с поста архиепископа Эстергома-Будапешта по состоянию здоровья. Его преемником стал кардинал Петер Эрдё.
Скончался 17 августа 2015 года в Эстергоме.